# Istočno Sarajevo
Istočno Sarajevo ("Östra Sarajevo", kyrilliska: Источно Сарајево) är en stad i entiteten Serbiska republiken i Bosnien och Hercegovina. Staden utgör de jure entitetens huvudstad och består av ett antal ytterområden till huvudstaden Sarajevo som utgör den serbkontrollerade delen av staden. Istočno Sarajevo hade 61 516 invånare vid folkräkningen år 2013.
Staden utgörs av kommunerna Istočna Ilidža, Istočno Novo Sarajevo, Pale, Istočni Stari Grad, Sokolac och Trnovo.
Staden var under Bosnienkriget och senare känt som Srpsko Sarajevo (Serbiska Sarajevo). Staden var tidigare huvudstad i Serbiska republiken, innan den de facto flyttades till Banja Luka. Administrationen låg i Pale.
Av invånarna i Istočno Sarajevo är 94,21 % serber, 3,95 % bosniaker och 0,72 % kroater (2013).
Fotbollslaget FK Slavija Sarajevo kommer ifrån staden. FK Slavija Sarajevo spelar i en av landets näst högsta divisioner, Prva liga Republike Srpske.